# Tatiana Kuznetsova
Tatiana Dmitrievna Kuznetsova (en ruso: Татьяна Дмитриевна Кузнецова; Gorki, Rusia; 14 de julio de 1941-28 de agosto de 2018) fue una cosmonauta soviética y la persona más joven jamás elegida por un gobierno para participar en un programa espacial tripulado. 

## Biografía
Fue la tercera hija de Dmitri Filippovich Kuznetsov (1899-1967) y Lina Nikoronovna Kuznetsova (1900-1970). Hasta donde se sabe, ella fue el único miembro de la familia que disfrutó de una formación superior. La profesión de su padre no consta en registro, su madre fue ama de casa y sus hermanos mayores Víktor (1927-1989) y Yevgueni (1937) se especializaron en construcción y agricultura, respectivamente.
Se abrió paso entre cuatrocientas candidatas para integrarse en el Vostok 6 (Восток-6, Programa Vostok, 16 de junio de 1963), siendo una de las cinco finalistas junto con la astronauta Valentina Tereshkova. También recibió formación de copiloto entre 1965 y 1966 para integrarse al fin en el equipo de apoyo del Vosjod-5 (Восход-5), pero este nunca se realizó debido a la cancelación del Programa Vosjod. De forma casi paralela, se convirtió en una reconocida campeona nacional de paracaidismo de la Unión Soviética.

## Carrera espacial
Vostok-6 y las primeras mujeres cosmonautas
La responsabilidad de seleccionar candidatas aptas para enrolarse en el programa Vostok recayó sobre la DOSAAF o Sociedad Voluntaria de Ayuda al Ejército, Fuerza Aérea y Marina (Добровольное Общество Содействия Армии, Авиации и Флоту), una entidad paramilitar fundada en 1951 para asistir al gobierno soviético. Unas 400 mujeres se presentaron a las pruebas en enero de 1962, de entre las cuales solo quedaron cinco candidatas debido a las numerosas restricciones que el Estado impuso. No solo debían cumplir con unas condiciones específicas en cuanto a edad, peso y altura; también debían estar relacionadas con el ejército, las acrobacias aéreas, el vuelo deportivo o el paracaidismo, o al menos estar altamente cualificadas en relación con esta última área.
El examen tuvo cinco fases, cada cual más dura que la anterior. En la primera, el número de candidatas fue reducido drásticamente a 58 mujeres porque las restantes no cumplían con los requisitos mínimos. En la segunda, el jefe del Cuerpo de Cosmonautas Soviético Nikolái Kamanin revisó los informes y desechó a 35 personas. En la tercera fase, 5 mujeres más se despidieron del sueño espacial por no haber superado los tests médicos, al parecer mal realizados por la DOSAAF. En la cuarta y penúltima solo quedaron 18 candidatas, aunque algunos autores sugieren que una de ellas abandonó el proceso antes del test.
Gracias a sus dotes como paracaidista, Tatiana Kuznetsova quedó finalista en abril de 1962. Con 20 años, fue la más joven de las cinco elegidas. Como parte de la última prueba, ella, Valentina Tereshkova (24), Irina Solovyova (24), Valentina Ponomariova (28) y Zhanna Yorkina (22) tuvieron que alistarse en las Fuerzas Aéreas Soviéticas; en concreto, dentro de la academia Zhukovsky de Alta Ingeniería. Allí comenzaron a entrenar con el rango de soldado raso, llevando a cabo un entrenamiento cada vez más intenso a medida que se acercaba la fecha clave. Por desgracia, y como le sucedió a Yorkina, Kuznetsova se quedó a las puertas del viaje.
Tatiana fue retirada del proyecto Vostok-6, ya que a pesar de ser considerada una de las favoritas al inicio del entrenamiento no demostró lo necesario para ser parte del vuelo. De ella se dijo que todavía era "demasiado joven" y no había desarrollado por completo "sus cualidades [físicas]". Influyó, además, la coincidencia de una enfermedad que la mantuvo lejos del entrenamiento durante un tiempo. No fue la única que corrió esa suerte: Kamanin también retiró a Zhanna Yorkina por otras causas.
Vosjod-5, la segunda oportunidad de Tatiana
El Programa Vosjod, iniciado en octubre de 1964, permitió a Kuznetsova volver a soñar durante un tiempo con el espacio. Esta continuación del programa Vostok también fue concebida para desarrollarse en varias fases y contemplaba tanto vuelos tripulados por varias personas como otros dirigidos desde la Tierra. El objetivo del gobierno ruso era claro: plantar cara una vez más a los Estados Unidos de América, que por entonces ya comenzaban a desarrollar el Proyecto Gémini.
Nikolái Kamanin contempló un nuevo proyecto de espacial con mujeres. La oposición del ingeniero jefe Serguéi Korolev no fue suficiente para frenar las ambiciones de Kamanin y en abril de 1965 se anunció el equipo del futuro proyecto Vosjod-5: en la comandancia estaría Valentina Ponomariova y a los mandos de la cápsula, Irina Solovyova. Tatiana Kuznetsova y Zhanna Yorkina, recién graduadas de la academia Zhukovski, casi fueron descartadas por el criterio de Kamanin, que las consideraba nulas para volar "antes de 1970, como mínimo". Por suerte formarían parte del segundo equipo de apoyo, en sustitución de dos compañeros asignados a un vuelo Vosjod posterior.